# Zoi Sadowski-Synnott
Zoi Sadowski-Synnott (født 6. marts 2001 i Australien) er en new zealandsk snowboarder, som blev olympisk mester i slopestyle ved vinter-OL 2022 i Beijing.
Hun vandt en sølvmedalje i Slopestyle under 2017 Freestyle og Snowboard World Championships i Sierra Nevada. Hun blev udvalgt til at repræsentere New Zealand under vinter-OL 2018 i Pyeongchang, , hvor hun tog bronze i Big Air. Hun har desuden vundet X Games-guld i både slopestyle og Big Air.